# Курмайёр
Курмайёр (фр. Courmayeur МФА: [kuʁmajœːʁ]о файле, франкопров. Croméyeui) — город и коммуна на севере Италии, в области Валле-д'Аоста, расположенный у подножия высшей точки Альп — Монблана.
Покровителем коммуны почитается святой великомученик и целитель Пантелеимон, празднование 27 июля.
Расстояние до Рима — 620 км, до административного центра области Валле д'Аоста Аосты — 28 км.

## Специализация и достопримечательности
Свою известность Курмайёр получил в XVIII веке. Уже тогда аристократы из разных европейских стран приезжали сюда на термальные воды.
В районе города находится самый высокогорный ботанический сад Европы.
Благодаря своему расположению в горах, непосредственно вблизи высших вершин Европы, пользуется особой популярностью у туристов, альпинистов, горнолыжников и сноубордистов. Один из самых известных горнолыжных курортов Европы.
Общая протяжённость горнолыжных трасс превышает 100 км, длина трасс для катания на беговых лыжах — 25 км.

## Демография
Динамика населения:

## Транспорт
Город связан высокоскоростной автострадой с Турином и Миланом на юге. Через город проходит один из самых оживленных транспортных путей, связывающих юг Европы с центральной частью Европы. На север от Курмайёра дорога проходит через 12,5 км тоннель под Монбланом, связывая его с Шамони. Через тоннель до Женевы — 180 км, до Лиона — около 200 км.

## Галерея

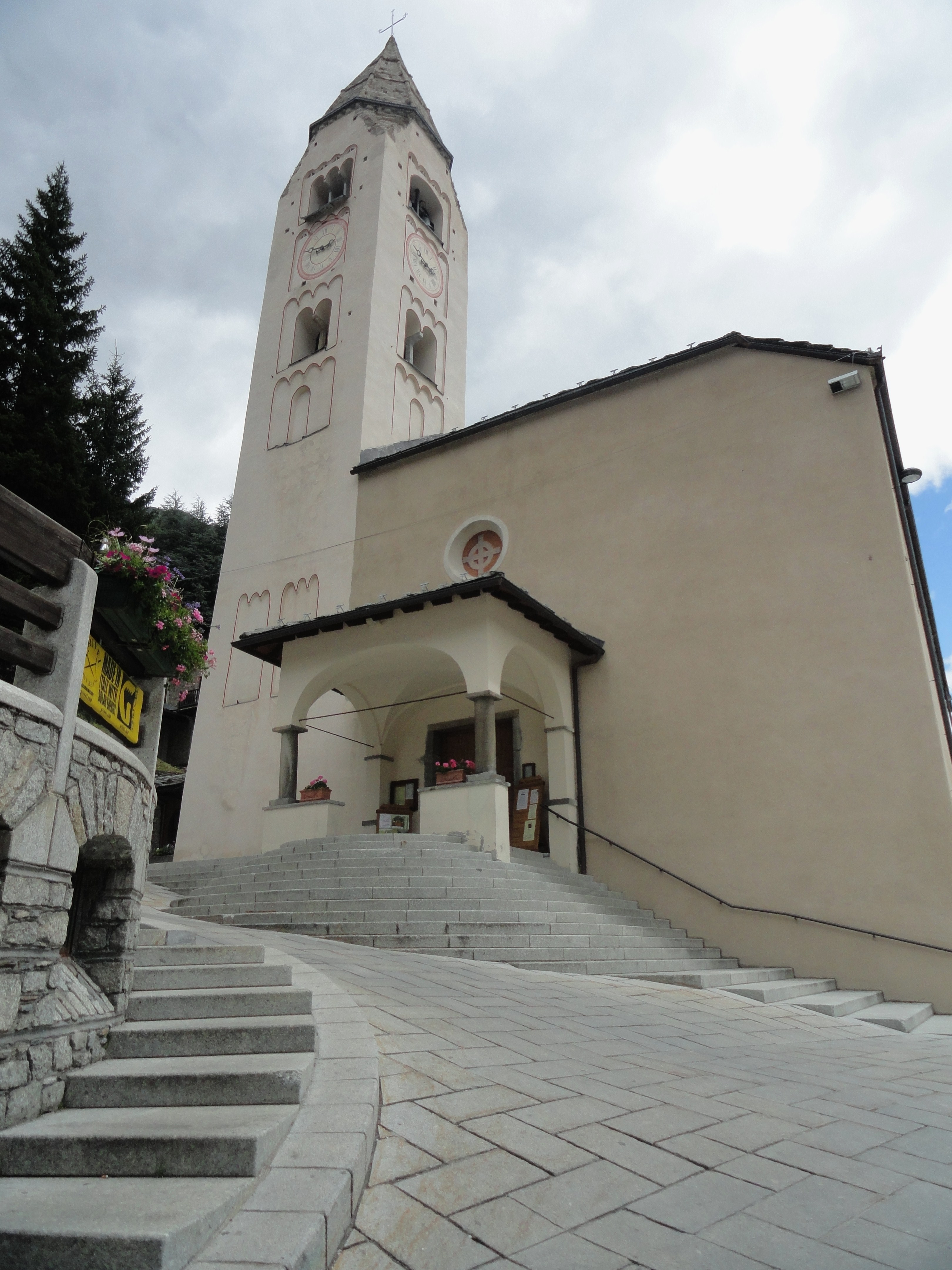
Храм святого целителя Пантелеймона, на площади Joseph-Marie Henry
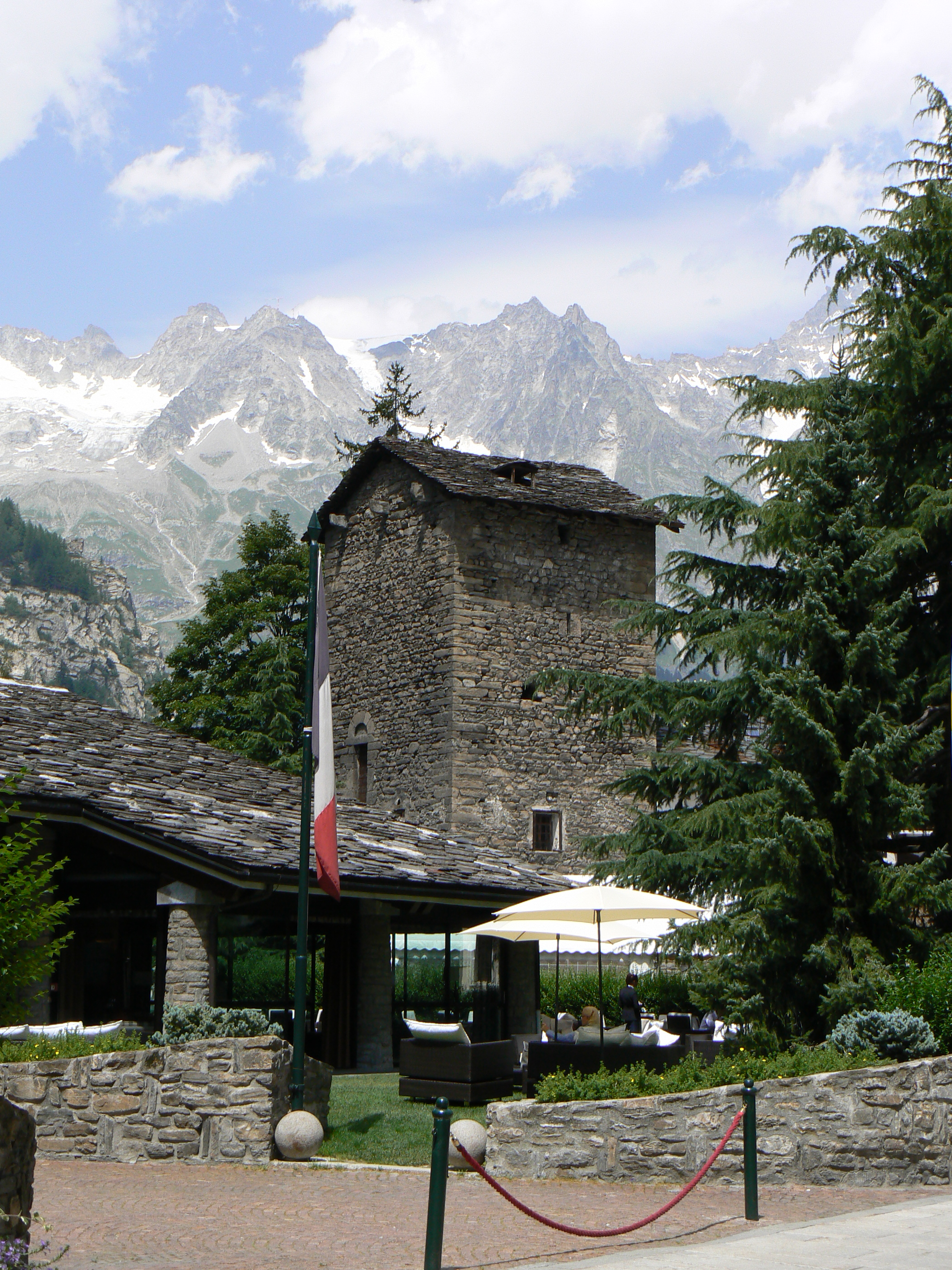
Башня Малюкен (фр. Tour Malluquin)
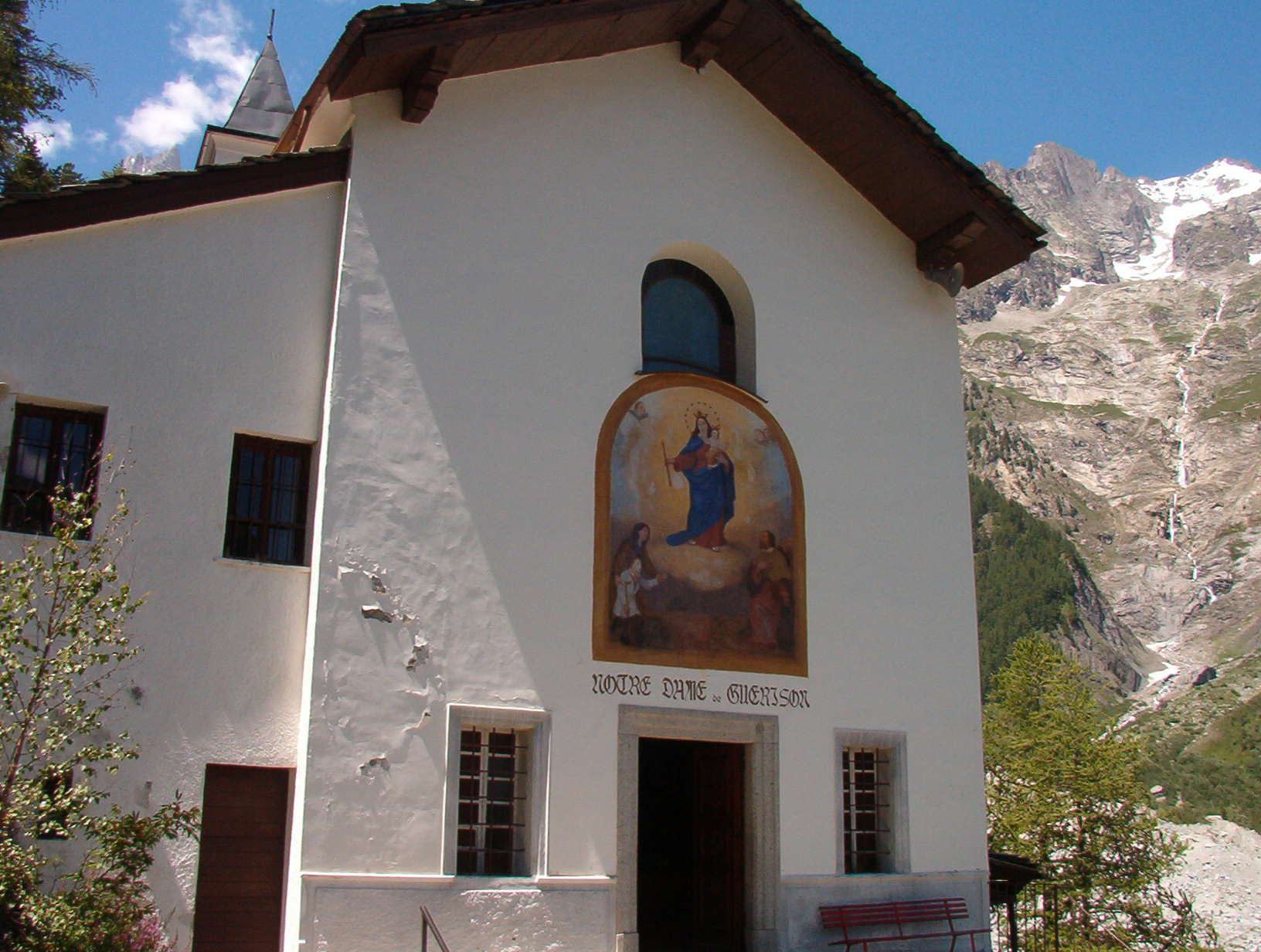
Фасад молельни Молельня Божией Матери "Целительница"[фр.]
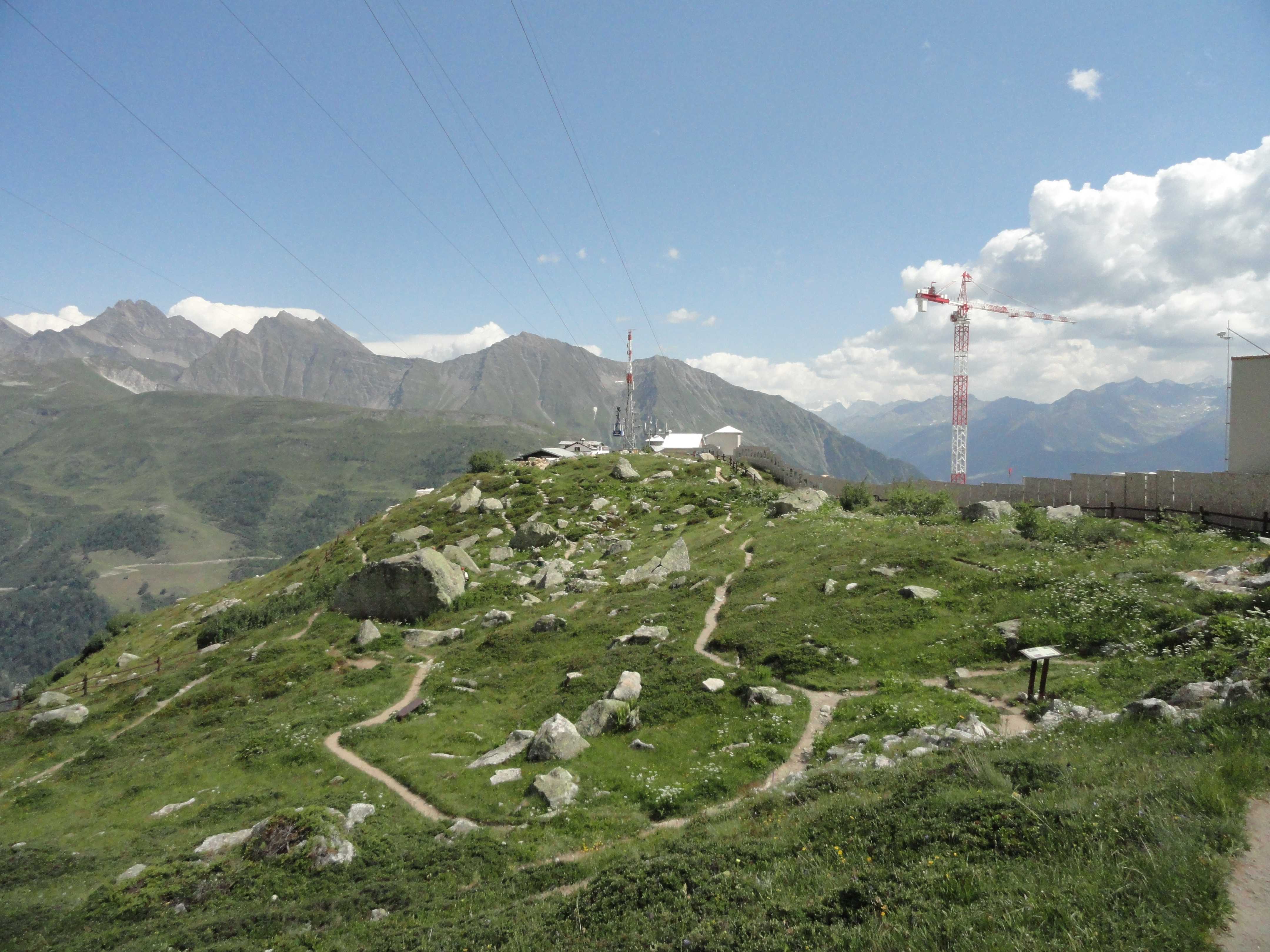
Вид на Альпийский сад Соссурея[итал.]
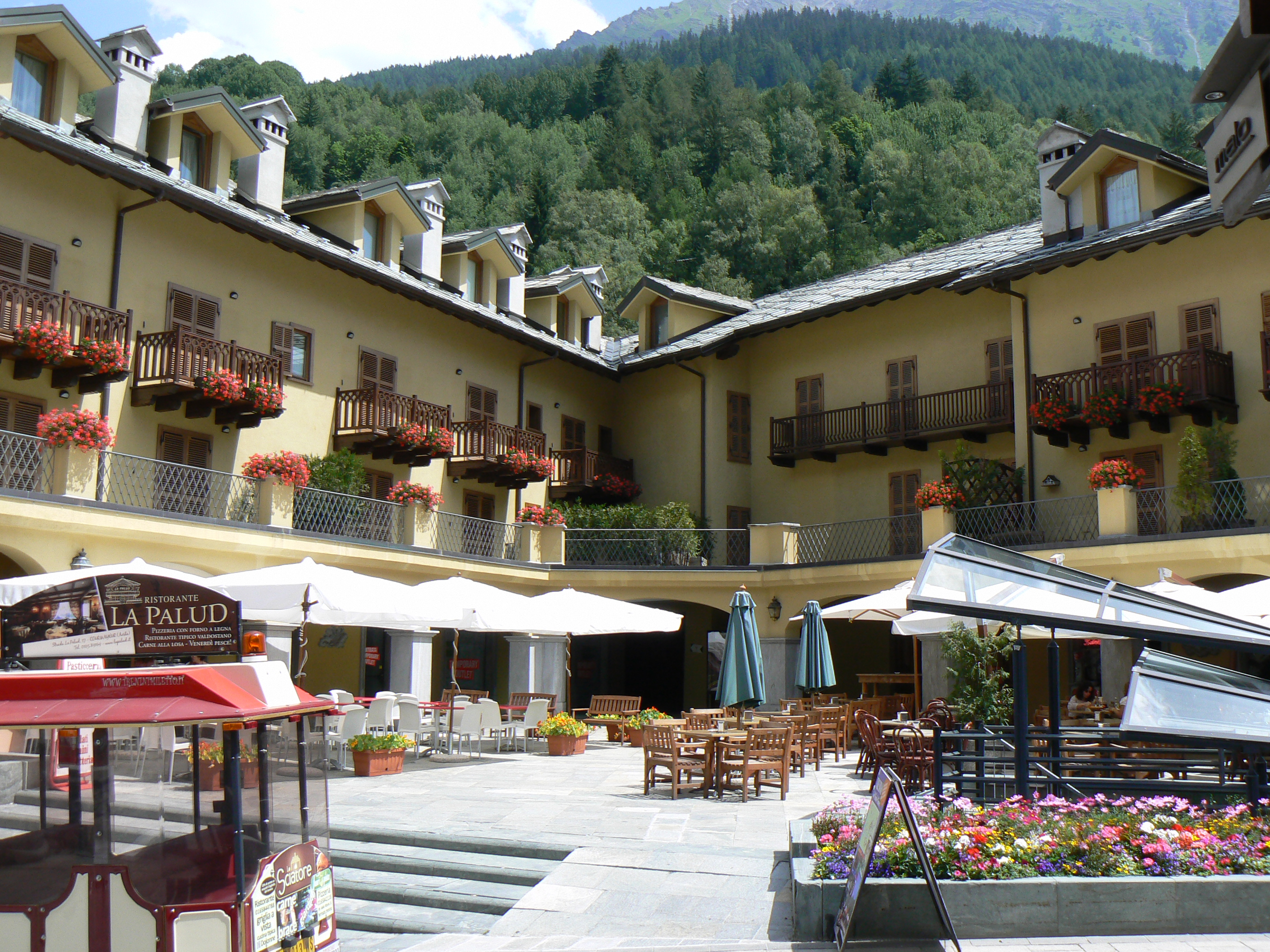
Площадь, на которую когда-то выходил укрепленный дом Пикар-де-ла-Тур (фр. Piquart de la Tour)